# Лукьяново (Костромская область)
Лукьяново — деревня в Степановском сельском поселении Галичского района Костромской области России.

## История
Согласно Спискам населенных мест Российской империи в 1872 году усадьба Лукьяново относилась к 1 стану Галичского уезда Костромской губернии. В ней числилось 6 дворов, проживало 19 мужчин и 23 женщины.
Согласно переписи населения 1897 года в деревне Лукьяново проживало 46 человек (21 мужчина и 25 женщин). В усадьбе Лукьяново проживало 8 человек (5 мужчин и 3 женщины).
Согласно Списку населенных мест Костромской губернии в 1907 году деревня Лукьяново относилась к Быковской волости Галичского уезда Костромской губернии. По сведениям волостного правления за 1907 год в ней числилось 7 крестьянских дворов и 36 жителей. Основными занятиями жителей деревни, помимо земледелия, были малярный и плотницкий промыслы. В находящейся в той же волости того же уезда усадьбе Лукьяново в 1907 году числился 1 двор и 4 жителя.
До муниципальной реформы 2010 года деревня также входила в состав Степановского сельского поселения.

## Население
| 2008 | 2010 | 2012 | 2014 |
| ---- | ---- | ---- | ---- |
| 0    | →0   | →0   | →0   |